# Rachetă dirijată

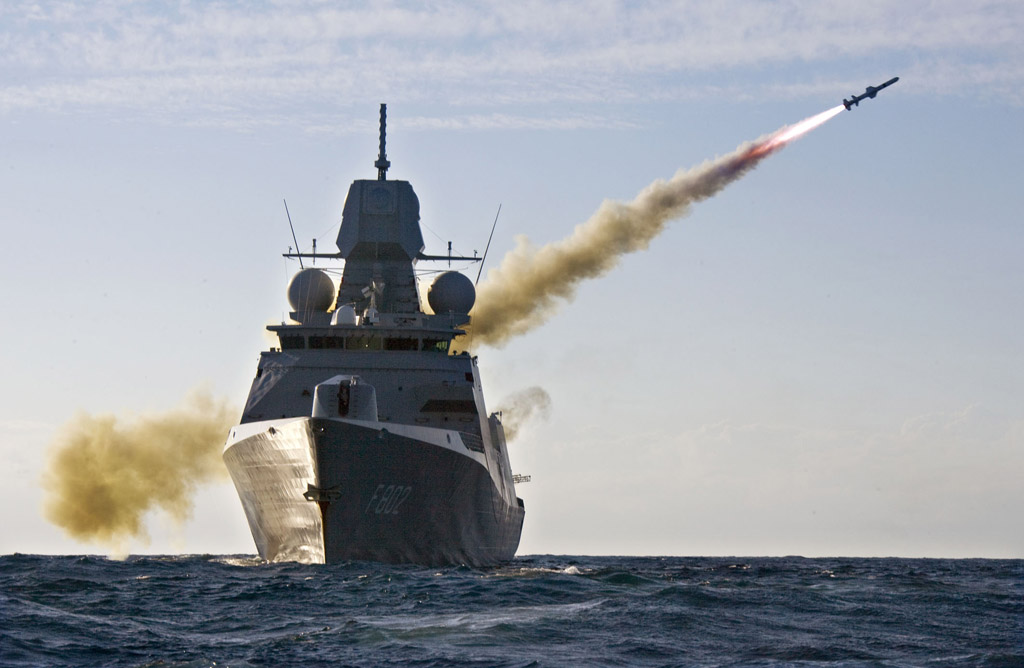
Vasul de luptă HNLMS De Zeven Provinciën (F802), al Marinei neerlandeze în momentul lansării unui misil Harpoon

Racheta dirijată este un sistem autoghidat cu propulsie similară ca cea a oricărei rachete, care este, de obicei, prin contrast, nedirijată (deși rachetele pot fi dirijate sau chiar conduse, cele cosmice, în special).
Rachetele dirijate au patru componente de bază, sistemul de urmărire al țintei, mecanismul de zbor, motorul și încărcătura de plasat (încărcătura de atac). Rachetele dirijate pot fi îngust specializate, fiind adaptate exact scopurilor urmărite. Astfel există Rachetele dirijate sol-sol, aer-sol, aer-aer, rachete balistice, de croazieră, anti-navă, anti-submarin, anti-tanc, anti balistice, anti-satelit și enumerarea poate continua.
Rachetele dirijate sunt propulsate gazele degajate în urma arderii unui combustibil sau amestec combustibil, care are loc într-un motor cu ardere externă de tipul motorului rachetă, al unui motor cu reacție sau al unui alt tip similar. Dispozitivele aeriene explozive lansate, dar fără autopropulsie, sunt denumite proiectile și au o bătaie sensibil redusă comparativ cu cea a proiectilelor reactive/rachetelor.

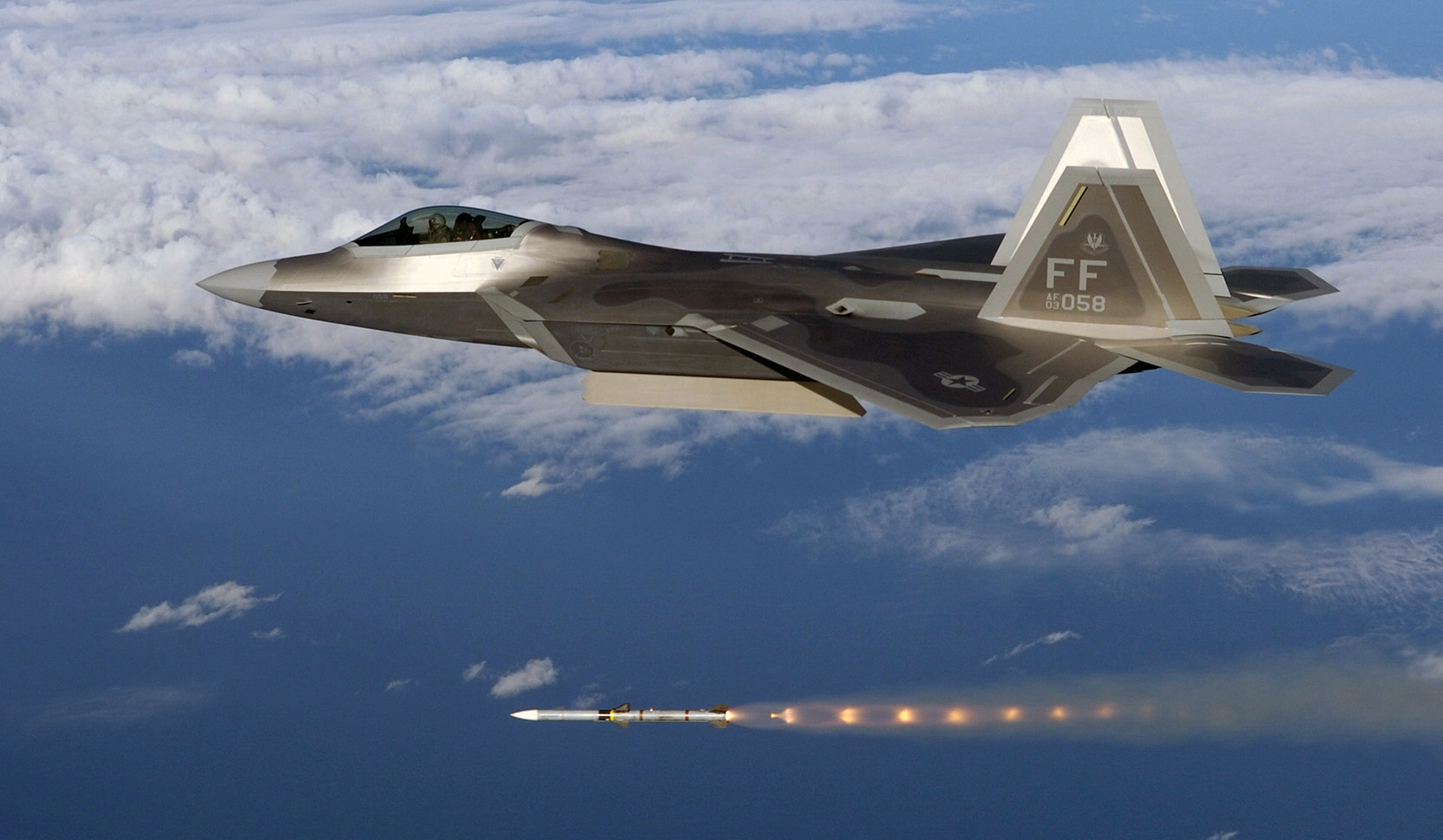
Un avion de tipul F-22 Raptor lansează un misil AIM-120 AMRAAM

### Anti-satelit

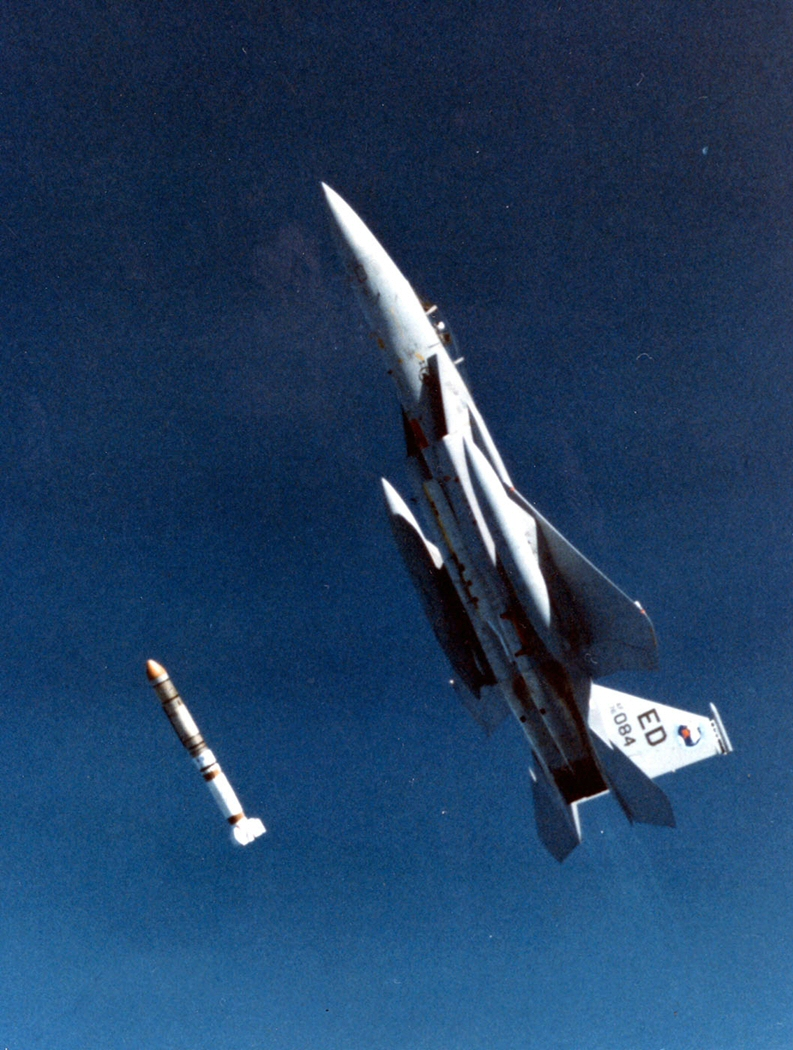
Lansarea unei rachete dirijate ASM-135 ASAT în 1985

## Articole conexe
- Apărarea de misile
- Centru de control de lansare a misilelor
- Centru de presiune (mecanica fluidelor)
- Distrugător cu misile ghidate
- Fenomene atmosferice la amurg
- Lansare ușoară (misile)
- Lansare dură (misile)
- Lansator de rachete
- Misil de comandă
- Parc de rachete
- Navigare proporțională
- Sistem NATO de apărare contra misilelor
- Sistem de lansare verticală